# فهرست کتابخانه‌های بلژیک
این فهرستی از کتابخانه‌های بلژیک است.

## کتابخانه‌های ملی و عمومی
- Bibliothèque des Affaires Etrangères، که شامل Bibliothèque Africaine است (est. 1885)
- Erfgoedbibliotheek هندریک وجدان ، آنتورپ
- کتابخانه رئیس کابینه نخست وزیران[۱]
- کتابخانه خدمات فدرال دادگستری؛ بروکسل
- کتابخانه آرشیو ملی[۲]
- کتابخانه انجمن رویال گیاه‌شناسی، میز[۳]
- Openbare Bibliotheek Brugge [nl]، کتابخانه عمومی بروژ
- کتابخانه پرمکه ، آنتورپ
- کتابخانه سلطنتی بلژیک (KBR)، بروکسل

## کتابخانه‌های موزه
- کتابخانه AMSAB، تاریخ اجتماعی، گنت
- کتابخانه باغ وحش آنتورپ
- کتابخانه موزه طراحی گنت
- کتابخانه مؤسسه دکتر Ghuislain، گنت
- کتابخانه موزه یهود، بروکسل
- کتابخانه MIAT، گنت
- کتابخانه MIM، بروکسل
- کتابخانه MOMU، آنتورپ
- کتابخانه MUHKA، آنتورپ
- کتابخانه موزه مایر ون دن برگ
- کتابخانه یادبود Passchendaele
- کتابخانه موزه پلانتین مورتوس
- کتابخانه موزه ارتش سلطنتی، بروکسل
- کتابخانه مؤسسه سلطنتی علوم طبیعی
- کتابخانه موزه سلطنتی آفریقای مرکزی، تروورن
- کتابخانه موزه‌های سلطنتی هنر و تاریخ
- کتابخانه موزه‌های سلطنتی هنرهای زیبای بلژیک
- کتابخانه SMAK، گنت

## کتابخانه‌های صومعه‌ها و مؤسسات مذهبی
- کتابخانه ابی افلیجم
- کتابخانه آگوستینیان، گنت
- کتابخانه ابی Averbode
- کتابخانه صومعه بورنم
- کتابخانه صومعه کارملیت، گنت
- کتابخانه ابی Chevetogne
- کتابخانه دندرموند ابی
- کتابخانه ابی گریمبرگن
- کتابخانه ابی کایزربرگ
- کتابخانه حوزه علمیه Maior، بروژ
- کتابخانه حوزه علمیه Maior، گنت
- کتابخانه ابی ماردسوس
- کتابخانه پارک ابی
- کتابخانه صومعه تونگرلو

## کتابخانه‌های خصوصی
- Bibliotheca Wittockiana
- کتابخانه کانون وکلا؛ کاخ عدالت، آنتورپ
- کتابخانه کانون وکلا؛ کاخ عدالت، بروکسل
- کتابخانه کانون وکلا؛ Palais de Justice، گنت[۴]
- کتابخانه قاضی؛ کاخ عدالت، بروکسل
- کتابخانه خصوصی پادشاه، لاکن

## کتابخانه‌های دانشگاه
- کتابخانه‌های دانشگاهی در لوون (Universiteitsbibliotheek Leuven)
- کتابخانه دانشگاهی دفاع
- کتابخانه دانشگاه گنت (Universiteitsbibliotheek Gent)
- بوئکنتورن - دانشگاه گنت
- کتابخانه مؤسسه لمنز
- کتابخانه هنرستان سلطنتی، بروکسل
- کتابخانه هنرستان سلطنتی، گنت
- کتابخانه آکادمی نظامی سلطنتی[۵]
- کتابخانه سنت لوک، گنت
- Maurits Sabbe - کتابخانه، لوون
- کتابخانه دانشگاه آنتورپ (Universiteitsbibliotheek Antwerpen)[۶]